# Cacheu Sector
Cacheu Sector är en sektor i Guinea-Bissau.   Den ligger i regionen Cacheu, i den västra delen av landet, 70 km nordväst om huvudstaden Bissau.